# 6719 Gallaj
A 6719 Gallaj (ideiglenes jelöléssel 1990 UL11) a Naprendszer kisbolygóövében található aszteroida. Ljudmila Vasziljevna Zsuravljova és G. R. Kastel' fedezte fel 1990. október 16-án.